# 水落朋大
水落 朋大（みずおち ともひろ、1983年3月20日 - ）は、日本のプロ野球審判員。2008年採用。関西事務所所属。

## 経歴
大阪府立高石高等学校、阪南大学中退。若くして野球審判への道を志した。大阪府高校野球連盟、近畿学生野球連盟、四国アイランドリーグで審判員を務めた後、2008年にセ・リーグ審判員として採用されたが、2010年シーズンを最後に退職。
2011年からは、関西独立リーグ (初代)（2013年解散）の審判を中心に独立リーグの審判を務めている。
弟は元阪神タイガース投手の水落暢明。